# Micropterus treculii
Micropterus treculii е вид лъчеперка от семейство Centrarchidae.

## Разпространение
Видът е разпространен в САЩ.